# Spodiopogon sagittifolius
Spodiopogon sagittifolius är en gräsart som beskrevs av Alfred Barton Rendle. Spodiopogon sagittifolius ingår i släktet Spodiopogon och familjen gräs. Inga underarter finns listade i Catalogue of Life.